# アフマド・ブン・トゥールーン
アフマド・ブン・トゥールーン（アラビア語: أحمد بن طولون, ラテン文字転写: Aḥmad b. Ṭūlūn, 835年9月20日 - 884年5月10日）は、868年から905年にかけて主にエジプトとシリアを支配したトゥールーン朝の創始者である（在位：868年9月15日 - 884年5月10日）。
回鶻出身のトルコ人の奴隷軍人であったトゥールーンの息子として生まれたアフマド・ブン・トゥールーン（本稿では以下イブン・トゥールーンと表記する）は、父親の死後に継父となったバーヤクバークがアッバース朝のカリフのムウタッズからエジプトの監督を任された際に代官としてエジプトへ派遣され、現地の統治にあたった。4年以内にイブン・トゥールーンはエジプトの財政を支配していたイブン・アル＝ムダッビルを追放することに成功し、財政を掌握するとともに自身に忠実な大規模な軍隊を作り上げ、アッバース朝から事実上独立した支配者となった。この自立は当時のアッバース朝の中央政府の混乱や、カリフのムウタミドから実権を奪ったムワッファクが新興のサッファール朝やザンジュの乱への対処に没頭していたことも要因となっていた。イブン・トゥールーンは効率的な行政の確立にも取り組み、税制の改革や灌漑設備の整備などを通じてエジプトの歳入を著しく増加させた。また、新体制の象徴となる新都のアル＝カターイをフスタートの北に建設した。
875年以降イブン・トゥールーンはムワッファクと公然と対立するようになり、ムワッファクはイブン・トゥールーンを排除しようとしたものの失敗に終わった。878年にはムウタミドの支持を得てシリアとビザンツ帝国との国境地帯（スグール）の支配権を獲得した。その一方でエジプトを不在にしている間に権力の掌握を試みた長男のアル＝アッバースを投獄し、次男のフマーラワイフを後継者に指名した。882年にはスグールが離反したことで再びシリアに戻り、シリアでは当時のアッバース朝の首都のサーマッラーから逃亡を試みたムウタミドを迎え入れようとしたが、カリフは道中で捕らえられて連れ戻された。この事件を受けてイブン・トゥールーンはダマスクスで宗教法学者による会議を主催し、ムワッファクを簒奪者であるとして非難した。その後、883年の秋にスグールを奪還しようとした試みは失敗に終わり、エジプトに戻った後の884年5月10日に死去した。
イブン・トゥールーンはアッバース朝の主要地域における総督として事実上独立した政権を築いただけでなく、権力の世襲にも成功した。また、トゥールーン朝自体は短命に終わったものの、エジプトにとっては古代のファラオの時代以来初めての自立政権となり、シリアやマグリブの一部を含む新しい政治圏を確立したことから、イブン・トゥールーンによる支配は後のイフシード朝からマムルーク朝に至るエジプトを拠点としたイスラーム政権の先駆けとなった。

## 一次史料
複数の中世の作家がイブン・トゥールーンについて記録を残している。主な史料となるのは10世紀の作家のイブン・アッ＝ダーヤとアル＝バラウィーが著した2つの伝記である。どちらの伝記も『スィラート・アフマド・ブン・トゥールーン』の名で知られ、アル＝バラウィーの著作はイブン・アッ＝ダーヤの著作に大きく依拠しているものの、その内容ははるかに詳細である。イブン・アッ＝ダーヤはトゥールーン朝時代のエジプト社会の逸話に関する著作である『キターブ・アル＝ムカーファア』も残している。その他に記録を残している作家としては、イブン・トゥールーンのエジプト支配の最初の数年間を扱った著作を残している同時代の地理学者で旅行家のヤアクービーや、後世のエジプトの作家たち、特にさまざまな初期の史料を用いてトゥールーン朝に関する著作を残した15世紀の歴史家のイブン・ドゥクマークやアル＝マクリーズィーらがいる。13世紀から16世紀にかけて他の何人かのアラブの年代記作家もイブン・トゥールーンやその官僚たちについて触れているが、大部分は後世の言及に基づいており、特にイブン・ドゥクマークやアル＝マクリーズィーの著作と比較すると信頼性はあまり高くない。

## 初期の経歴

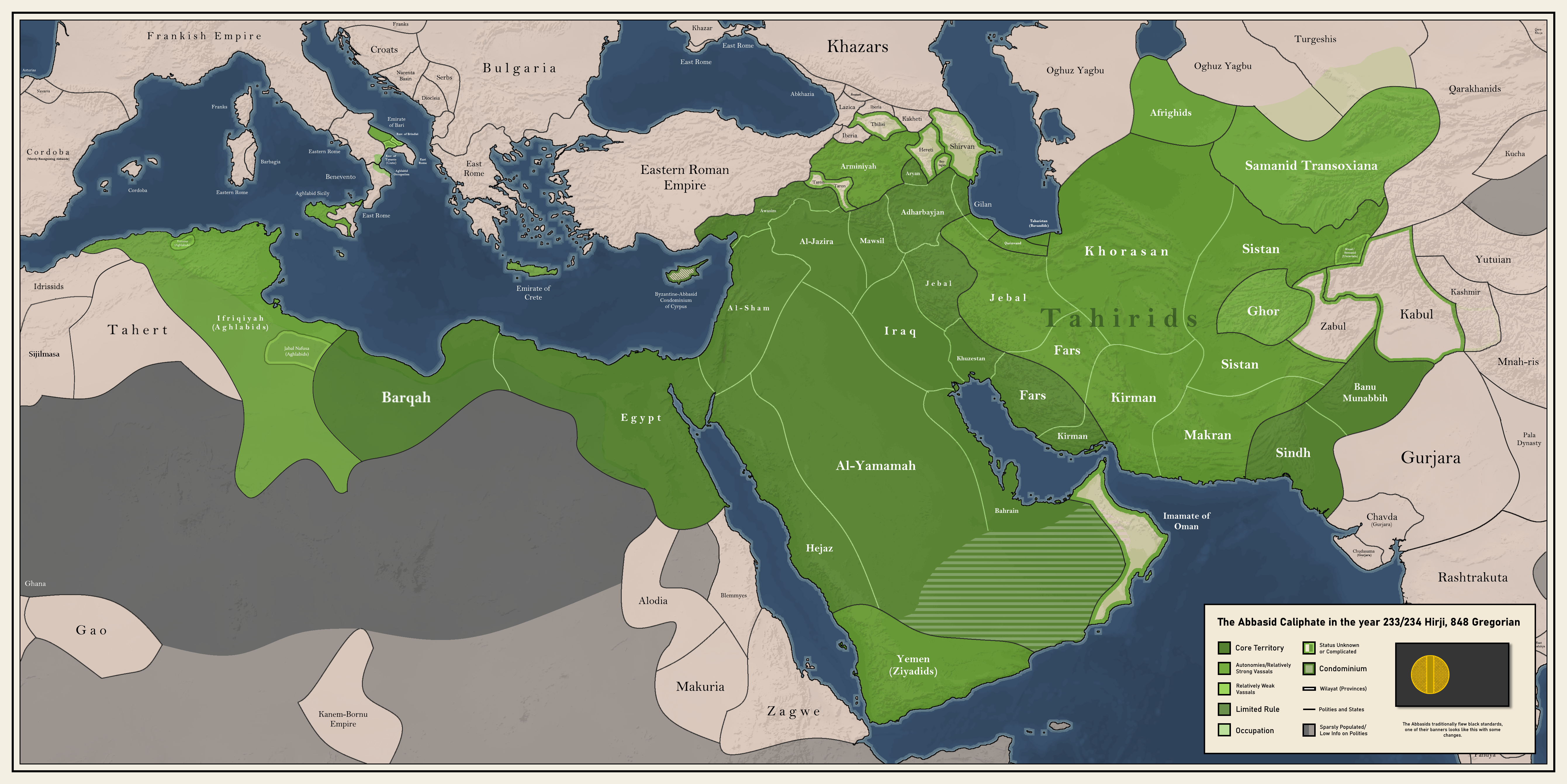
848年時点のアッバース朝の領域を示した地図。濃緑の地域…アッバース朝の直接統治下の地域。その他の緑色の地域…主にアッバース朝の宗主権下にある自立政権の支配地。

イブン・トゥールーンはヒジュラ暦220年ラマダーン月23日（西暦835年9月20日）か、この日付よりわずかに遅い時期に恐らくバグダードで生まれた。父親のトゥールーンはアラビア語の文献でトグズオグズ（Tagharghar または Toghuz[o]ghuz）として知られていた地域である回鶻出身のトルコ人であった。ヒジュラ暦200年（815/6年）にトゥールーンは他のトルコ人とともに捕虜となり、サーマーン家のブハラ総督のヌーフ・ブン・アサドによる貢ぎ物の一部として、当時ホラーサーンに滞在していたアッバース朝のカリフであるマアムーン（在位：813年 - 833年）の下へ送られた。819年にマアムーンがバグダードへ帰還した後にこれらのトルコ人奴隷は奴隷軍人（グラーム、複数形ではギルマーン）の護衛部隊として編成され、マアムーンの弟で最終的にカリフの後継者となったムウタスィム（在位：833年 - 842年）の下に預けられた。
トゥールーンはその後カリフ個人の護衛部隊を指揮するようになるまで出世し、成功を収めた。イブン・トゥールーンの母親はカースィムと呼ばれ、父親の奴隷の一人であった。トゥールーンは854年か855年に死去し、カースィムはトルコ人の将軍のバーヤクバーク（バークバークとも呼ばれる）と再婚したと一般的には考えられている。しかし、この情報はイブン・アッ＝ダーヤやアル＝バラウィーの著作には見られず、事実ではない可能性がある。アル＝バラウィーによれば、イブン・トゥールーンは父親の死後にその親友でかつて共に捕虜となっていたヤルバフの後見を受けた。また、トゥールーンは死の床で友人に妻子の面倒を見るように求め、バーヤクバークはその後若いイブン・トゥールーンを実子として扱った。

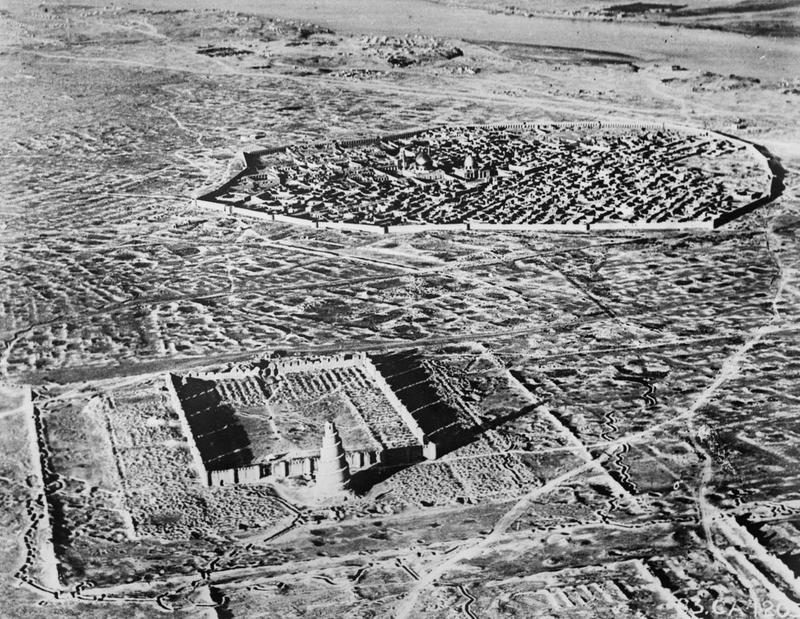
836年から892年にかけてアッバース朝の首都であったティグリス川沿いに位置するサーマッラー。下部に写っているのはサーマッラーの大モスクとマルウィーヤ・ミナレット。（20世紀前半）

若き日のイブン・トゥールーンはアッバース朝の新しい首都であるサーマッラーで軍事訓練に加わり、タルスースでイスラーム神学を学ぶなど徹底した教育を受け、その知識だけではなく敬虔で禁欲的な生き方によって高い評判を得た。イブン・トゥールーンはトルコ人の同輩たちの間で人気を集め、秘密を打ち明けられたり、同輩たちの金銭や女性さえ預けられたりするようになった。また、タルスースに滞在していた時期にビザンツ帝国との国境地帯の紛争に従軍した。さらに、タルスースでは別の年長者のトルコ人の指導者であるヤールジューフと出会い、マジュールともハトゥンとも呼ばれるヤールジューフの娘はイブン・トゥールーンの最初の妻となった。二人の間には長男のアル＝アッバースと娘のファーティマが生まれた。同様にタルスース時代にはカリフのムタワッキル（在位：847年 - 861年）のワズィール（宰相）であるウバイドゥッラー・ブン・ヤフヤー・ブン・ハーカーンや、その従兄弟にあたるアフマド・ブン・ムハンマド・ブン・ハーカーンと交流を持っていたことが複数の史料に記録されている。
イブン・トゥールーンはある時サーマッラーへ戻る道中でコンスタンティノープルからの帰路にあったカリフの使節のキャラバンをベドウィンの襲撃から救い、そのままサーマッラーまで同行した。この行為よって当時のカリフであるムスタイーン（在位：862年 - 866年）から気に入られるようになり、1,000ディナールの金貨を与えられた。さらに、後に次男のフマーラワイフの母親となる奴隷のミヤスから婚姻の承諾も得た。866年にムスタイーンがカリフの地位を放棄してワースィトへ追放される身となった際にムスタイーンはイブン・トゥールーンを護衛に選んだ。新しいカリフのムウタッズ（在位：866年 - 869年）の母親であるカビーハは退位したムスタイーンを排除しようと画策し、ムスタイーンを殺害すればワースィトの総督の地位を与えるとイブン・トゥールーンに持ちかけた。しかしイブン・トゥールーンはこの提案を拒否し、別の人物が代わりに殺害を実行した。イブン・トゥールーン自身は暗殺には関与せず、主君を埋葬してサーマッラーに戻った。

## エジプトの統治
既にカリフのムウタスィムの治世には高い地位にあったトルコ人たちが封土の形態でアッバース朝の各地方の総督に任命されるようになっていた。そして地方総督の地位を得ることで文民官僚を介することなく自分や自身の軍隊のために地方の税収を直接確保できるようになった。その一方で任命されたトルコ人の将官たちは大抵においてサーマッラーの権力の中枢の近くに留まり、自身の名において統治する代官を送り込んでいた。このような背景から、868年にカリフのムウタッズがバーヤクバークにエジプトの監督を任せると、バーヤクバークは継息子のイブン・トゥールーンを自身の総督代理兼駐在官として派遣した。イブン・トゥールーンは868年8月27日にエジプトに入り、9月15日にエジプトの首府のフスタートに到着した。
着任後のイブン・トゥールーンの立場は現地において議論の余地なく認められているとは言い難い状況だった。フスタートの統治者として現地の守備隊を監督し、「軍隊と金曜礼拝の監督者」（wāli al-jaysh waʾl-ṣalāt）の称号で認知されているイスラーム教徒社会の長であったが、財政運営、特に地租（kharāj）の徴収は実力者で経験豊富な行政官であるイブン・アル＝ムダッビルの手に握られていた。イブン・アル＝ムダッビルは861年頃には既に税務長官 (ʿāmil) に任命されており、イスラーム教徒と非イスラーム教徒の双方に対する税金を倍増させ、新たな税金も課したために急速に国内で最も嫌われる人物となっていた。イブン・トゥールーンは即座に地域内の唯一の支配者となる意志を示した。フスタートに到着した際にはイブン・アル＝ムダッビルと駅逓業務（barīd）やアッバース朝政府との通信の責任者であったシュカイルが10,000ディナールの贈り物を用意してイブン・トゥールーンを出迎えたが、イブン・トゥールーンは受け取りを拒否した。その後の4年間にわたりイブン・トゥールーンとその競争相手たちは互いを無力な存在とするためにサーマッラーの宮廷の使者や親族を通して争ったが、最終的にイブン・トゥールーンは871年7月にイブン・アル＝ムダッビルのシリアへの転任を実現させ、自ら地租の徴収を担うことに成功した。同時にシュカイルの罷免も実現し、シュカイルはその後間もなく死去した。こうしてイブン・トゥールーンは872年までにエジプトの全ての行政部門を掌握し、アッバース朝の中央政府から事実上独立した存在となった。

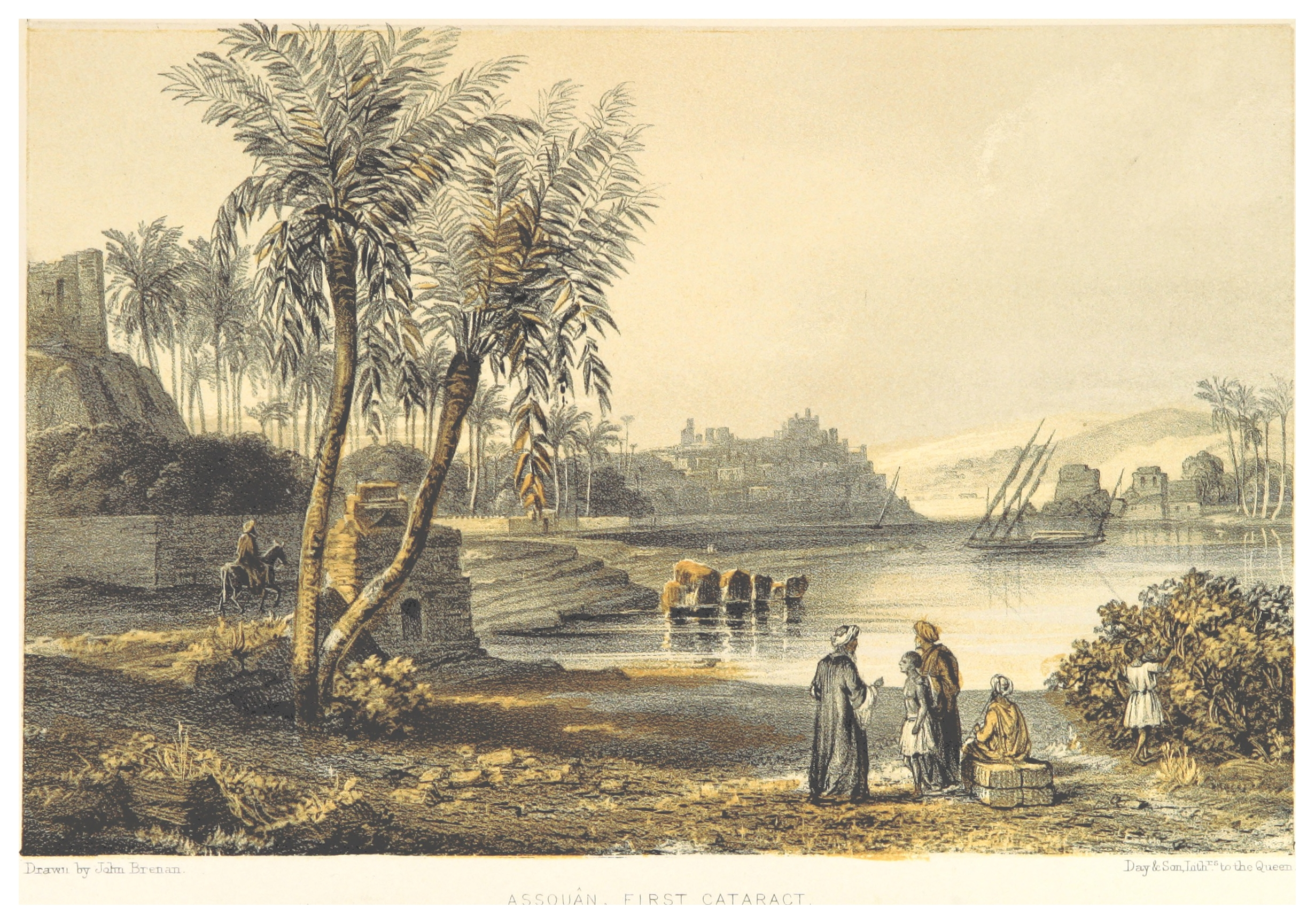
イブン・トゥールーンの治世当時、金とエメラルドの鉱床の発見によって人口流入が起こったアスワン。（1855年のイラスト）

イブン・トゥールーンが派遣された当時、エジプトは変革の時を迎えていた。834年にそれまで支配層であったフスタートにおける初期のイスラーム教徒のアラブ人入植者の一族（jund）は特権と政府から支払われる俸給を失い、権力はアッバース朝の宮廷から派遣された役人たちの手に移った。ほぼ同時期に初めてイスラーム教徒の人口がコプト教徒の人口を上回り始め、農村地帯ではますますアラブ化とイスラーム化の双方が進行した。このような変化の速さに加え、アスワンにおいて金とエメラルドの鉱床が発見されたことで入植者が流入し、その影響によって特に上エジプトでは地方知事による統治が形骸化するようになった。さらには「サーマッラーの政治混乱」として知られるアッバース朝国家の中枢における内紛や混乱が続き、この状況は一連のアリー家に連なると称する者たちによる千年王国論的な革命運動をエジプトで出現させる原因となった。その中の一人でアリー・ブン・アビー・ターリブの息子のウマル・ブン・アリーの子孫であるイブン・アッ＝スーフィーが869年の後半に反乱を起こし、エスナの民衆を虐殺した。870年の冬にイブン・アッ＝スーフィーはイブン・トゥールーンが派遣した軍隊を破ったが、翌年の春には砂漠のオアシスへ追いやられた。その後はオアシスに留まっていたものの、872年に同じ地域の有力者であるアブー・アブドゥッラー・ブン・アブドゥルハミード・アル＝ウマリーとの争いに敗れ、メッカへ逃亡した。最終的にイブン・アッ＝スーフィーはメッカでイブン・トゥールーンによって捕らえられ、しばらくの期間投獄された。
873年か874年にはイブン・アッ＝スーフィーの従者の一人であったアブー・ルーフ・スクーンがオアシスで反乱を起こし、イブン・トゥールーンが恩赦を与えざるを得ないほどの成功を収めた。イブン・アッ＝スーフィーを追放したアル＝ウマリーもアリーの子孫であり、金鉱の周辺に自治政権を築き、自分に対して派遣された軍隊を打ち破った。さらに874年か875年にはバルカ総督のムハンマド・ブン・アル＝ファラジュ・アル＝ファルガーニーが反乱を起こした。当初イブン・トゥールーンはアル＝ファルガーニーとの和解を試みたが、結局は（限定的な実力行使ではあったものの）都市を包囲攻撃するために軍隊を派遣せざるを得なかった。その一方でバルカに対する支配権の再確立は西方のイフリーキヤとの関係の強化につながった。また、イブン・アル＝アスィールなどの歴史家によれば、イブン・トゥールーンはバルカの海岸沿いに一連の灯台や水路標識を設置した。
一方パレスチナでは、現地の総督のイーサー・ブン・アッ＝シャイフ・アッ＝シャイバーニーがアッバース朝の本拠地であるイラクの政治混乱を利用してベドウィンによる半独立の政権を築き、エジプトから税金を運ぶキャラバンを道中で捕らえたりダマスクスを脅かしたりするようになっていた。869年7月に即位したカリフのムフタディー（在位：869年 - 870年）はアッ＝シャイバーニーに手紙を送って不当に横領した財貨を引き渡すことと引き換えに恩赦を与えると持ち掛けた。アッ＝シャイバーニーがこの提案を拒否するとカリフはイブン・トゥールーンにアッ＝シャイバーニーの討伐を命じた。イブン・トゥールーンはこれに応じ、軍隊を編成するために869年から870年にかけての冬の時期にアフリカ系黒人（Sūdān）とギリシア人（Rūm）奴隷の大量購入を開始した。しかし、870年の夏に軍隊を率いてアリーシュに到着するとすぐに引き返すように命じられた。結局、アッ＝シャイバーニーの反乱は同じトルコ人の軍人であるアマージュール・アッ＝トゥルキーによってまもなく鎮圧され、アマージュールは878年に死去するまでアッバース朝の下でシリアを統治し続けた。それでもなお、この出来事はイブン・トゥールーンがカリフの認可のもとで自らの軍隊の補充を可能にしたという点で非常に重要な意味を持っていた。イブン・トゥールーンの軍隊は最終的に100,000人の規模にまで成長したと伝えられており（別の史料は24,000人のトルコ人ギルマーンおよび42,000人のアフリカ系黒人とギリシア人の奴隷、さらにはギリシア人を中心とする傭兵部隊から構成されていたと説明している）、この軍隊はイブン・トゥールーンの権力と独立の基盤となった。また、イブン・トゥールーンは身辺警護のためにゴール地方からギルマーンの部隊を雇ったと伝えられている。

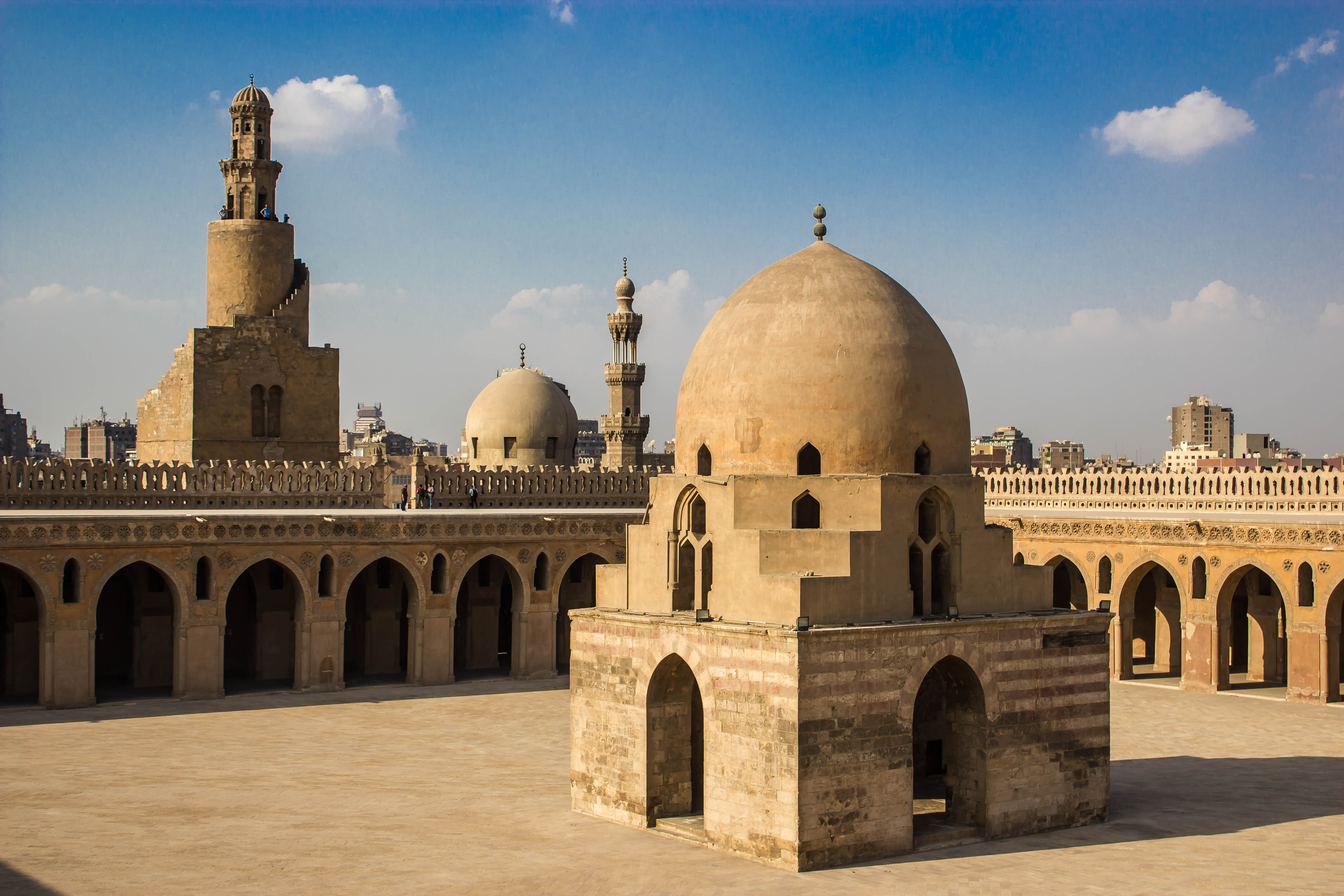
イブン・トゥールーンによってアル＝カターイに建設されたイブン・トゥールーン・モスク（2014年）

イブン・トゥールーンの継父であるバーヤクバークは869年か870年に殺害された。しかし、イブン・トゥールーンにとっては幸運なことにエジプトの監督者の地位は871年の夏に義父のヤールジューフへ引き継がれた。ヤールジューフはイブン・トゥールーンの地位を追認しただけでなく、アレクサンドリアとバルカの統治権もイブン・トゥールーンに与えた。イブン・トゥールーンは873年にアレクサンドリアの統治を長男のアル＝アッバースに委ねた。また、イブン・トゥールーンの権力の増大は870年にフスタートの北東にアル＝カターイと呼ばれる新しい宮殿都市を建設したことに現れていた。この都市の建設計画は当時のアッバース朝の首都であるサーマッラーに対抗するべくサーマッラーを意識的に模倣したものだった。サーマッラーの場合と同様にこの新しい都市はイブン・トゥールーンの新軍団の居住地として設計され、フスタートの都市の住民との軋轢を軽減することも意図していた。それぞれの部隊は居住のための場所の割り当てを受けるか地区を与えられ、その後地区に名前がつけられた。新しい都市の中心はイブン・トゥールーン・モスクであり、メソポタミア出身のキリスト教徒の建築家であるイブン・カーティブ・アル＝ファルガーニーによる指揮の下で878年から880年にかけて建設された。モスクに隣接して王宮が建ち、その周囲に都市が整備された。政府の庁舎に隣接して市場や無料で診療を提供する病院（al-bimāristān）、さらには競馬場などがあった。しかし、イブン・トゥールーン自身はフスタート郊外のクサイルにあるコプト教会の修道院に住むことを好んでいた。

## イブン・トゥールーンの下での新しい統治体制
イブン・トゥールーンが着任する以前からエジプトの行政は既に整備されており、地租の徴収、駅逓業務の監督、公営の穀物庫（dīwān al-ahrāʿ）、ナイルデルタの土地（dīwān asfal al-arḍ）、そして恐らくは総督が個人的に利用するための手許資金（dīwān al-khaṣṣ）なども管理する行政機関（dīwān）が多数存在していた。また、専門の公文書作成機関（dīwān al-inshāʾ）も恐らく既に存在していたか、あるいはアッバース朝の中央政府による統治が終わった後にイブン・トゥールーンがエジプトの行政を再整備した際に設置されたとみられている。イブン・トゥールーンに採用された官僚の多くはイブン・トゥールーンと同様にサーマッラーのカリフの宮廷で教育を受けた者たちだった。イブン・トゥールーンの宰相は有能な人物であったアブー・ジャアファル・ムハンマド・ブン・アブドゥルカーン（891年没）であり、その他の行政部門の要職にはムハージル家の4人の兄弟とイブン・アッ＝ダーヤが就任していた。また、アル＝バラウィーはイブン・トゥールーンが大がかりなスパイ網を用いていたことや、自分に対して送り込まれたスパイを見破っていたというイブン・トゥールーンの才能に関するいくつかの逸話を紹介しており、さらにはカリフの宮廷とのあらゆる情報交換を調べ上げることができるようにするために専門の公文書作成機関が設置されたと主張している。
奴隷軍人としての出自を考えれば驚くべきことではないものの、さまざまな点においてイブン・トゥールーンの統治体制は、アッバース朝の支配地域が分裂し、新しい王朝が台頭した9世紀から10世紀にかけてのイスラーム世界における政治形態の大きな枠組みの一つであった「グラーム支配体制」の典型と言えるものだった。これらの政権はギルマーンからなる常備軍を権力の基盤としていたが、歴史家のヒュー・ナイジェル・ケネディは、その一方で「軍隊への俸給が政府の最も大きな関心事となっていた」と指摘している。879年にエジプトとシリアの財政管理がその後70年にわたってエジプトの財務機構を支配したマーザラーイー家の創始者であるアブー・バクル・アフマド・ブン・イブラーヒーム・アル＝マーザラーイーの手に移ったのはこのような財政需要の増加が背景にあったためである。歴史家のザキー・M・ハサンは、「断片的な証拠からトゥールーン朝の経済および財政政策を完全に評価することはできない」と述べているものの、トゥールーン朝の統治体制の下でもたらされた平和と安全、効率的な行政の確立、灌漑システムの修繕と拡張、そして常に高い水位を維持していたナイル川の氾濫などが一体となって歳入の大幅な増加につながったと考えられている。イブン・トゥールーンが死去するまでの間に地租収入に限ってもイブン・アル＝ムダッビルの時代の800,000ディナールから4,300,000ディナールに増加し、イブン・トゥールーンは後継者に10,000,000ディナールの財政上の余剰金を残している。このような富を残すにあたって極めて重要となったのは課税額の評価と徴税請負制度の導入を含む徴税制度の改革であり、同時に徴税請負制度の導入は新しい土地所有者階級の台頭につながった。また、その他の歳入は商業活動からもたらされていたが、中でも多くを占めていたのは織物類であり、特にリネンが中心となっていた。
イブン・トゥールーンの統治体制は高度に中央集権的であったが、同時に「エジプトの商業、宗教、および社会の支配層から支持を得るための一貫した努力」も特徴を成していたとザキー・M・ハサンは述べている。特に裕福な商人であったマアマル・アル＝ジャウハルは、イブン・トゥールーンへの個人的な資金提供者として、またイラクでの人脈を生かした私的な情報網の統率者として動いていた。歴史家のティエリ・ビアンキによれば、イブン・トゥールーンの統治におけるさらなる「顕著な特徴」は、「キリスト教徒やユダヤ教徒との持続的で質の高い関係性」にあった。エルサレム総主教エリアス3世（在位：879年 - 907年）の手紙によれば、イブン・トゥールーンはパレスチナを支配下に置いた際にキリスト教徒の者を州都のラムラか、あるいはエルサレムにおいてのみ総督として任命した。また、この任命によってキリスト教徒への迫害を終わらせ、教会を修復する許可を総督に与えた。

## シリアへの勢力拡大

9世紀の中頃から終わりにかけてのアッバース朝の系図（緑色がカリフ）。ムワッファクは兄弟であるカリフのムウタミドからアッバース朝政府の実権を奪った。

870年代初頭にアッバース朝政府で重大な変化が起こり、アッバース朝の王族のムワッファクが自身の兄弟であるカリフのムウタミド（在位：870年 - 892年）を権力の座から遠ざけ、帝国の事実上の統治者として台頭した。形式上はムワッファクがカリフの統治する領域の東半分を支配し、ムウタミドの息子で後継者に指名されていたムファッワドがトルコ人の将軍のムーサー・ブン・ブガーの支援を受けて西半分を支配していたが、実際にはムワッファクが実権を掌握していた。しかしながら、ムワッファクは東方のサッファール朝の台頭や本拠地のイラクにおけるザンジュの乱の勃発といったアッバース朝政府に対するより直接的な脅威への対処に加え、トルコ人軍団の牽制と政府内部の緊張状態を制御することで手一杯であった。この状況はエジプトで自らの地位を固めるために必要としていた余裕をイブン・トゥールーンに与えることになった。イブン・トゥールーンはザンジュとの紛争には関与せず、ムファッワドを宗主として認めることも拒否した。同様にムファッワドもイブン・トゥールーンの地位を認めなかった。
875年か876年には中央政府への多額の歳入の送金をめぐってイブン・トゥールーンとムワッファクの間で公然とした対立が起きた。イブン・トゥールーンは自らの立場を維持するためにカリフとその極めて強力な兄弟の間の対立を利用し、ムワッファクではなくムウタミドに歳入をより多く分配した。送金額はカリフに対しては2,200,000ディナールであり、ムワッファクに対しては1,200,000ディナールしか送らなかった。ザンジュとの戦いの最中にあったムワッファクは地方の税収の大部分を自分が受け取るべきものと考えていたために、この出来事とイブン・トゥールーンとカリフの間の暗黙の企みに怒りを見せた。ムワッファクはイブン・トゥールーンの後任となる志願者を募ったが、バグダードの役人たちは全てイブン・トゥールーンに買収されており、後任になろうとする者はいなかった。ムワッファクはイブン・トゥールーンに辞任を求める書簡を送ったが、エジプトの支配者は当然のようにこれを拒否した。そして両者は戦争に備え始めた。イブン・トゥールーンは艦隊を建造し、アレクサンドリアを含む港と領土の境界地帯の防備を強化するとともにフスタートを守るためにローダ島に新たな要塞を築いた。ムワッファクはムーサー・ブン・ブガーをエジプト総督に指名し、軍隊とともにムーサーをシリアへ派遣した。しかし、部隊に対する俸給や物資の不足に加えてイブン・トゥールーンの軍隊に対する恐怖心が生まれ、これらの問題が重なったことでムーサーはラッカから先へ進軍することができなかった。結局、10か月にわたる無為無策と部隊の反乱の末にムーサーはイラクに戻った。イブン・トゥールーンはムワッファクを支持せずムウタミドを支持する公的な意思表示として、878年に「信徒の長の従者」（mawlā amīr al-muʾminīn）の肩書きを称するようになった。

9世紀のシリアの主な都市と軍事区（ジュンド）を示した地図。北方のビザンツ帝国との国境地帯がタルスースを含む当時スグールと呼ばれていた地域である。

イブン・トゥールーンはすぐに対立の主導権を握った。若い頃にタルスースでビザンツ帝国との国境地帯の紛争に従軍していたイブン・トゥールーンは、すぐさまキリキアの国境地帯（スグール）の軍事指揮権を与えるように要求した。当初ムワッファクはこの要求を拒否したが、ビザンツ帝国の圧力を退けるイスラーム勢力側の能力が低下しつつあったため、ムウタミドがムワッファクを説得し、877年か878年にイブン・トゥールーンがシリア全域とキリキアの国境地帯の責任を担うことになった。イブン・トゥールーンは自らシリアへ進軍した。そしてこの頃に死去したアマージュール・アッ＝トゥルキーの息子の臣従を受け、この息子をラムラで総督に任命した。さらにダマスクス、ホムス、ハマー、およびアレッポの占領を進めていった。ダマスクスでイブン・トゥールーンはエジプトを追われて以来アマージュールの下でパレスチナとダマスクスの税務長官を務めていたかつての政敵であるイブン・アル＝ムダッビルと出会った。イブン・アル＝ムダッビルは600,000ディナールの罰金を科された上に投獄され、883年か884年に死去した。しかし、残りの地方行政の運営においてはアマージュールの下で仕えていた人々のほとんどを残した。
シリアではアレッポ総督のスィーマー・アッ＝タウィールだけがイブン・トゥールーンに抵抗したものの、結局アンティオキアへ逃亡した。イブン・トゥールーンはアンティオキアを包囲したが、スィーマーは現地の女性に殺害されたと伝えられている。その後はタルスースに向かい、ビザンツ帝国に対する軍事作戦の準備を始めた。しかしながら、非常に多くの兵士が駐留したために物価が急騰し、タルスースの人々は敵意を剥き出しにして退去するか軍隊の規模を減らすように要求した。このような状況の中、エジプトから自分の代理として残してきた息子のアル＝アッバースが側近の影響によってイブン・トゥールーンの地位を奪おうと画策しているという知らせが届いた。イブン・トゥールーンは急遽タルスースから撤退したが、エジプトの情勢に関するより多くの情報が入り始めるとアル＝アッバースが現実的な脅威にはなっていないことが明らかとなり、シリアで時間をかけて自身の支配権を固める決心をした。そしてスィーマーが行っていた不正を正し、自身のグラームであるルウルウが率いる軍隊をアレッポとハッラーンに駐留させ、キラーブ族とその指導者であるイブン・アル＝アッバースの協力を取り付け、さらには反乱を起こしたムーサー・ブン・アターミシュを捕らえた。シリアの占領後のある時期にイブン・トゥールーンはアッカーの再要塞化を命じたが、この任務は10世紀の地理学者であるアル＝ムカッダスィーの祖父にあたるアブー・バクル・アル＝バンナーが担い、アル＝ムカッダスィーはその様子を詳細に記録している。
イブン・トゥールーンは879年4月になってようやくエジプトに戻った。この時アル＝アッバースは支持者とともに西方へ逃亡し、バルカからイフリーキヤを占領しようとした。しかし（恐らく880年から881年にかけての冬に）イフリーキヤ人に敗れ、東方のアレクサンドリアへ撤退したが、結局そこでイブン・トゥールーンの軍隊と対決した末に捕らえられた。イブン・トゥールーンはアル＝アッバースをラバに乗せて公然と引き回した後、息子に反乱へ駆り立てた共謀者を処刑するか手足を切断するように命じた。その一方で内心では息子がこのような不名誉な行為を拒絶することを望んでいたと伝えられているが、アル＝アッバースはこの命令に同意した。イブン・トゥールーンは涙ながらにアル＝アッバースを鞭で打たせて投獄した。そして次男のフマーラワイフを後継者に指名した。

## 晩年と死

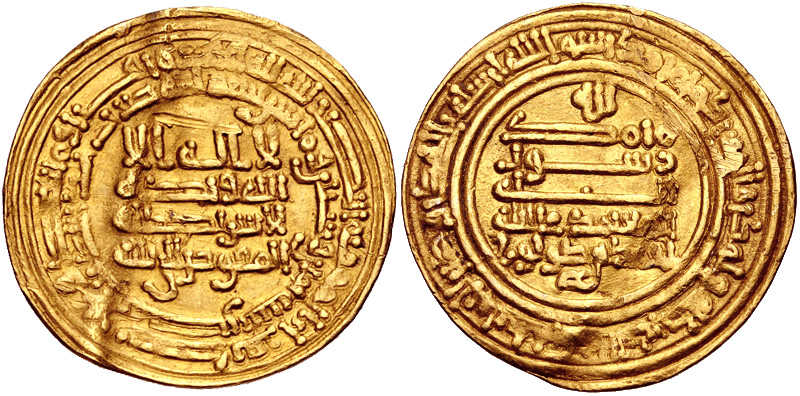
ヒジュラ暦268年（西暦881/2年）にフスタートで鋳造されたカリフのムウタミドとその後継者に指名されていたムファッワドの名を含むイブン・トゥールーンのディナール金貨。

シリアから帰還したイブン・トゥールーンは自分の統制下にある造幣所で発行される硬貨にカリフのムウタミドとその後継者に指名されていたムファッワドの名前とともに自分の名前を付け加えた。その一方で882年の秋にトゥールーン朝の将軍のルウルウがアッバース朝へ逃亡した。さらに同じ頃にトゥールーン朝から任命されていたタルスースとスグールの総督が死去し、後任のヤーザマーン・アル＝ハーディムは民衆の支持を得たことでトゥールーン朝による支配の承認を拒否した。イブン・トゥールーンは用心のために鎖につないだアル＝アッバースを連れて直ちにシリアに向けて出発し、タルスースを目指した。ところが、ダマスクスで今やほとんど無力となっていたカリフがサーマッラーを脱出しシリアへ向かっているという知らせをムウタミドから受け取った。もしムウタミドを保護することができればイスラーム世界の政治的正当性の唯一の源泉となる存在を自分の統制下に置けるだけでなく、カリフの「救済者」として自分を示すことができ、イブン・トゥールーンの立場は大きく強化されるはずであった。このため、イブン・トゥールーンは進軍を中断してムウタミドの到着を待つことにした。しかしながら、ムウタミドはユーフラテス川沿いのハディーサでモースル総督のイスハーク・ブン・クンダージュに追い付かれ、イスハークはカリフの護衛を破って883年2月にムウタミドをサーマッラーへ連れ戻した。さらにムウタミドはムワッファクがより確実にカリフを統制下における南方のワースィトへ連行された。
この出来事は2人の支配者の間に新たな亀裂を生むことになった。ムワッファクはエジプトとシリアの総督にイスハーク・ブン・クンダージュを指名したが、実際にはこの任命はほとんど象徴的なものだった。一方のイブン・トゥールーンはダマスクスで宗教法学者による会議を主催してムワッファクを強奪者であるとして非難し、カリフに対する酷い扱いを糾弾した。さらにムワッファクの継承権者としての地位を無効であると宣言し、ムワッファクに対するジハードを呼びかけた。会議の参加者のうちエジプトの主席のカーディー（裁判官）であるバッカール・ブン・クタイバを含む3人だけが公にジハードの呼びかけの宣言を拒否した。イブン・トゥールーンはトゥールーン朝の支配地一帯のモスクで説教（フトバ）の際にムワッファクを公に非難させ、ムワッファクもイブン・トゥールーンの説教での非難と同じやり方でこれに応えた。しかしながら、その好戦的な非難の言辞にもかかわらず、両者とも軍事的に対峙する動きは見せなかった。

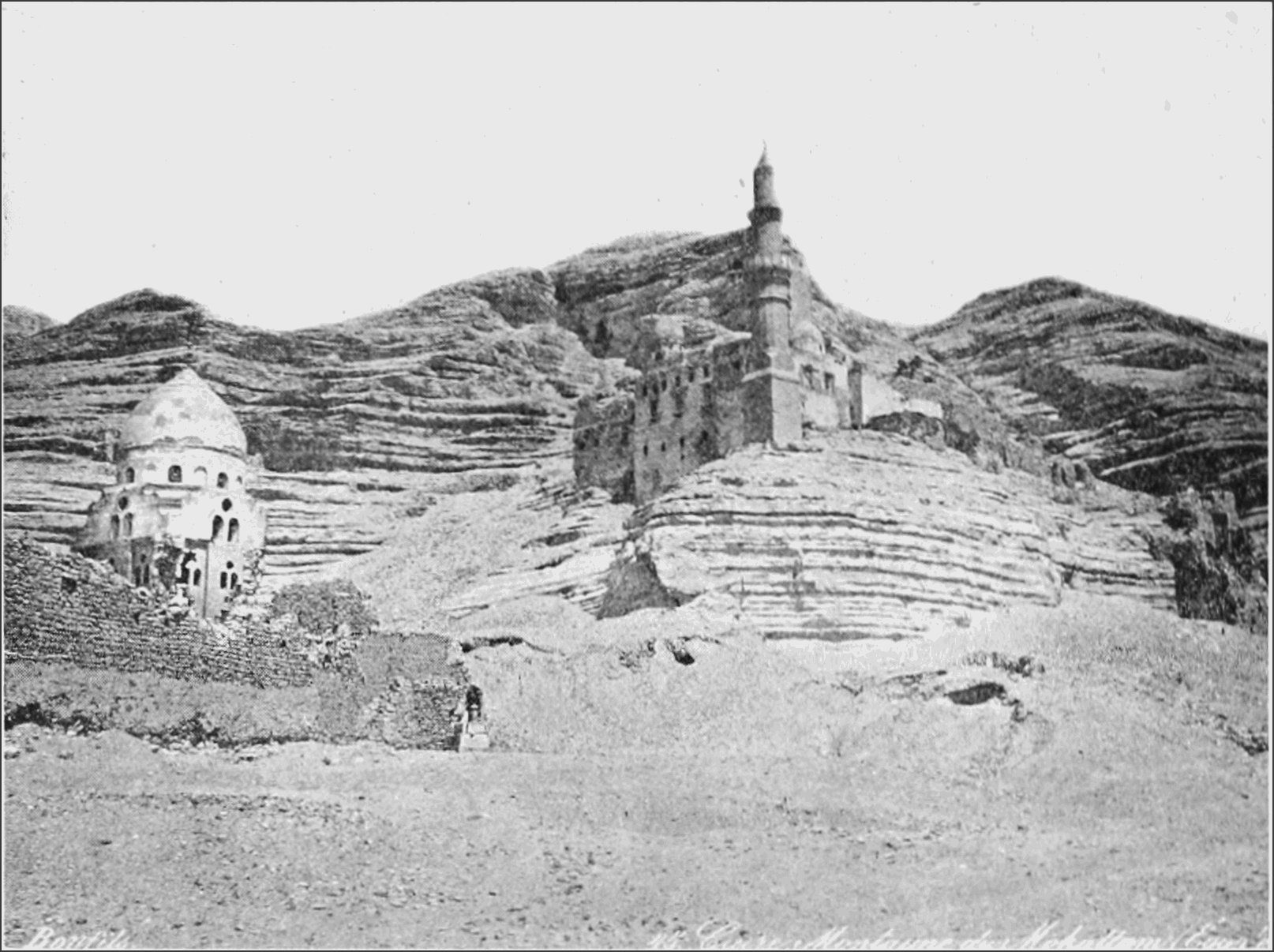
イブン・トゥールーンが埋葬されたムカッタムの丘（1913年）

カリフを自分の統制下に置くことに失敗したイブン・トゥールーンはタルスースに矛先を向けた。そしてアレッポのルウルウが保持していた地位にアブドゥッラー・ブン・ファトフを任命し、自身はキリキアに進軍した。その後883年の秋にタルスースを包囲したが、ヤーザマーン・アル＝ハーディムは現地の川の流路を変えてトゥールーン朝軍の陣地を水浸しにし、イブン・トゥールーンを撤退させた。イブン・トゥールーンはエジプトに帰還する途上で病に罹り、車輪の付いた台車に乗せられてフスタートへ運ばれた。同じ年にイスラームの二大聖地であるメッカとマディーナの占領を目指した軍事作戦も失敗に終わった。エジプトに戻ったイブン・トゥールーンはバッカール・ブン・クタイバの逮捕を命じ、ムハンマド・ブン・シャーザーン・アル＝ジャウハリーが後任となった。しかし、慈善事業の基金（ワクフ）の責任者でもあったバッカールの会計を徹底的に調べたところ、不正な流用は見つからなかった。イブン・トゥールーンはバッカールを釈放するように命じたが、年老いて病気を患っていたバッカールは監房から出ようとしなかった。時を同じくしてイブン・トゥールーンの病状も悪化した。ティエリ・ビアンキは、「女性や子供を含むイスラーム教徒、キリスト教徒、ユダヤ教徒たちが別々にムカッタムの丘の側に集結してイブン・トゥールーンを救うように神へ懇願した」と記している。しかしながら、イブン・トゥールーンは884年5月10日にフスタートで死去し、ムカッタムの斜面に埋葬された。アル＝バラウィーによれば、イブン・トゥールーンは後継者に24,000人の召使い、7,000人の家臣と7,000頭の馬、3,000頭のラクダ、1,000頭のラバ、350頭の式典用の馬、そして完全な装備をした200隻の軍船を残した。

## 後継者とトゥールーン朝のその後
イブン・トゥールーンの死後、フマーラワイフはトゥールーン朝の支配層の支持を得て反対されることなく後継者となった。また、イブン・トゥールーンは安定した経済、よく訓練された軍隊、そして経験豊富な軍の指揮官や官僚の集団を後継者に残した。フマーラワイフはタワーヒーンの戦いでの勝利によってアッバース朝が自分を屈服させようとする試みを退け、自身の支配権を維持するとともにさらなる領土の拡大に成功したが、行き過ぎた浪費によって国庫を使い果たし、896年にフマーラワイフが暗殺されたことでトゥールーン朝政権は急速な衰退を始めた。その後に続いた政権内の対立はトゥールーン朝の権力を弱体化させていった。大酒飲みであったフマーラワイフの息子のジャイシュは叔父のムダル・ブン・アフマド・ブン・トゥールーンを処刑した末に数か月で廃位され、兄弟のハールーン・ブン・フマーラワイフに取って代わられた。しかしハールーンも意志の弱い統治者であり、叔父のラビーアがアレクサンドリアで起こした反乱は鎮圧に成功したものの、同じ頃に始まったカルマト派の襲撃に対しては抵抗することができなかった。さらには多くの軍司令官がアッバース朝へ亡命し、そのアッバース朝はムワッファクの息子であるカリフのムウタディド（在位：892年 - 902年）の優れた指導力の下で勢力を挽回することに成功した。そして904年12月にはイブン・トゥールーンの別の息子であるアディーとシャイバーンが甥のハールーンを殺害し、トゥールーン朝政府の実権を握った。この事件はシリアの重要な軍司令官たちとの不和を招くことになり、衰退に歯止めが掛からなくなった。そしてムハンマド・ブン・スライマーン・アル＝カーティブに率いられたアッバース朝軍が比較的抵抗を受けることなく迅速にシリアとエジプトを征服し、905年1月にフスタートに入った。勝利したアッバース朝の軍隊はイブン・トゥールーン・モスクを除くアル＝カターイを略奪し、徹底的に破壊した。

## 妻子
アル＝バラウィーによれば、イブン・トゥールーンは何人かの妻と内妻の間に17人の息子と16人の娘を残した。この情報が記されているアル＝バラウィーの唯一の現代版の文献には次の名前が挙げられている。
息子：アブル＝ファドル・アル＝アッバース（長男）、アブル＝ジャイシュ・フマーラワイフ、アブル＝アシャーイル・ムダル、アブル＝ムカッラム・ラビーア、アブル＝マカーニブ・シャイバーン、アブー・ナーヒド・イヤード、アブー・マアド・アドナーン、アブル＝カラーディース・カズラジュ、アブー・ハブシューン・アディー、アブー・シュジャー・キンダ、アブー・マンスール・アグラブ、アブー・ラジャー・マイサラ、アブル＝バカー・フダー、アブル＝ムファッワド・ガッサーン、アブル＝ファラジュ・ムバーラク、アブー・アブドゥッラー・ムハンマド、アブル＝ファラジュ・ムザッファル
娘（リストに載っている名前は15名のみ）：ファーティマ、ラミース、判読不能の名前の娘、サフィーヤ、ハディージャ、マイムーナ、マルヤム、アーイシャ、ウンム・アル＝フダー、ムウミナ、アズィーザ、ザイナブ、サマーナ、サーラ、グライラ

## 遺産

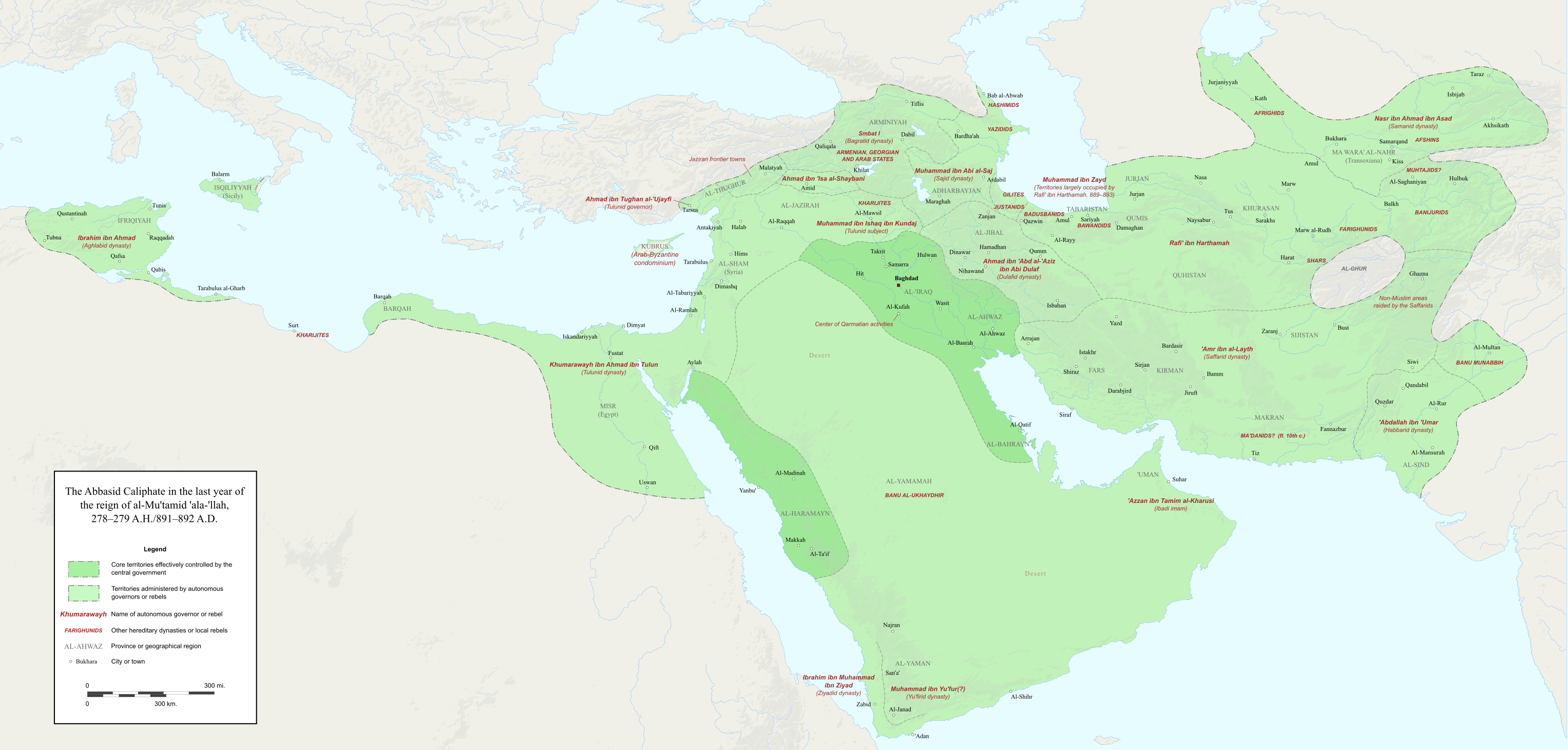
カリフのムウタミドが死去した892年時点におけるアッバース朝の分裂状況を表した地図。アッバース朝の中央政府の直接統治下にある地域…濃緑、アッバース朝の名目的な宗主権を認める自立した政権の支配地…薄緑

自身が築いた王朝は短命に終わったにもかかわらず、イブン・トゥールーンによる支配はエジプトだけでなくイスラーム世界全体にとって大きな影響を残す出来事となった。エジプト自体にとってもその治世はファラオの時代以来初めて国外の帝国の権力に服従する従順な属国ではなくなり、再び自立した政治的主体者となる転機になった。イブン・トゥールーンが築き上げた新しい統治領域は、エジプト、シリア、ジャズィーラ、キリキア、さらには比較的規模は小さいもののマグリブ東部にまで及び、より東方に位置するイスラーム世界から分離された新しい政治圏を確立し、古代のローマ帝国とサーサーン朝ペルシアの間に存在した領土の境界線をある意味で復活させることになった。
イブン・トゥールーンは自身の権力の基盤となっていたエジプトにおいて特に現地の経済の復興に力を注ぎ、自律的な官僚機構、陸軍、そして海軍を築き上げた。このような政策は後の時代にエジプトを拠点としたイフシード朝（935年 - 969年）やファーティマ朝（909年 - 1171年）にも引き継がれ、これらの政権はトゥールーン朝と同様にシリアの一部あるいは大部分の支配を築くためにエジプトの富を活用した。ティエリ・ビアンキが指摘するように、イブン・トゥールーンがシリアで支配した領域は、後にエジプトに政権を築いたサラーフッディーンやマムルーク朝（1250年 - 1517年）が支配した領域と実際に驚くほど似ている。
歴史家のマシュー・ゴードンによれば、イブン・トゥールーンとアッバース朝の関係、そしてアッバース朝からの自立の追求は、「トゥールーン朝史の中心的な問題」である。現代の学者たちはイブン・トゥールーンの政策に「注意深いバランス感覚」を見出し、さらにはアッバース朝の体制から決して完全には離脱することなく、意外にも無力な傀儡であるムウタミドへの忠誠心が際立っていたことに注目している。それにもかかわらず、イブン・トゥールーンが自身の治世を通じて自治権の拡大を追求していたことは明らかであった。また、イブン・トゥールーンとアッバース朝政府の関係はムワッファクとの対立に支配されていた。ムワッファクはエジプトに対する支配を確立しようとしたが、これは多大な戦費を要するザンジュとの戦争でエジプトの富を切実に必要としていたためであり、その目的のためにイブン・トゥールーンのさらなる台頭を防ごうとした。マシュー・ゴードンは、ある意味でイブン・トゥールーンの施策の多くは「トゥールーン朝の支配権を確保するための努力であると同時にイラクにおけるムワッファクとその（主にトルコ系の）軍人グループの野心から帝国の利益を守るための手段でもあった」と記している。イブン・トゥールーンが少なくとも2回（871年と875/6年）アッバース朝の国庫に巨額を送金していたことを考慮すると、ムワッファクとの対立がなければこのような送金がより定期的に行われていた可能性があるが、これは未解決の疑問であり続けている。
それでもなお当時を振り返って見るならば、イスラームの歴史の広い文脈におけるイブン・トゥールーンの役割は、アッバース朝の支配地域の分裂と各地域における地方王朝の台頭の先駆けとなったことである。これは特に息子のフマーラワイフが後継者となったことからも明らかであった。ティエリ・ビアンキの言葉を借りれば、「アッバース朝の歴史上、これほど広大で肥沃な領域の統治に関して（イブン・トゥールーンを任命した）カリフによって正当性を与えられるワーリーの地位が相続の正当性を主張するアミールによって公然と継承されたのは初めてのことであった」。このような理由から、ザキー・M・ハサンは、イブン・トゥールーンを「ハールーン・アッ＝ラシードの時代以降カリフや国家の高官に私的に仕えたトルコ人奴隷軍人の典型例であり、これらのトルコ人たちはその野心に加えて策略と独立の精神によって、ついにはイスラーム世界の真の指導者になった」と指摘している。